# Natt och dimma
Natt och dimma (fransk originaltitel: Nuit et brouillard) är en fransk dokumentärfilm från 1956 av regissören Alain Resnais, om Förintelsen. 
Filmens titel är en översättning av Nacht und Nebel, ett tyskt dekret från 1941 om hur gripanden skulle genomföras under nazistisk ockupation. Natt och dimma var den första seriösa dokumentärfilmen om nazisternas förintelseläger som nådde ut till en bred publik. Den blev utsatt för censur i Frankrike på grund av de realistiska filmsekvenserna från koncentrationslägren och några bilder från det franska interneringslägret Pithiviers. Efter att bilderna från Pithiviers retuscherats något friade censuren filmen. Senare kom den att användas som avskräckande exempel, för att upplysa människor om nazismens brott.
Filmen visades utom tävlan på filmfestivalen i Cannes 1956. Filmen fick 1956 Prix Jean Vigo i kategorin kortfilm och 1961 blev den nominerad till en BAFTA Award. SVT sände filmen på TV för första gången augusti 1968.
Manuset skrevs av Jean Cayrol, som själv varit internerad i koncentrationslägret Mauthausen, och musiken av Hanns Eisler.